# Fort Trempealeau
 (novembre 2023).
Si vous disposez d'ouvrages ou d'articles de référence ou si vous connaissez des sites web de qualité traitant du thème abordé ici, merci de compléter l'article en donnant les références utiles à sa vérifiabilité et en les liant à la section « Notes et références ».
Le fort Trempealeau fut fondé en 1731, avec la fin des guerres avec les Renards, l'économie se mit à fleurir sous les commandes de René Godefroy, sieur de Linctot, qui établit ce nouveau poste de traite.

## Du fort Perrot au fort Trempealeau
Le fort Tremplealeau fut édifié dans les parages d'un ancien poste de traite fortifié, le fort Perrot construit en 1685 par Nicolas Perrot et un groupe de Canadiens. À l'automne de 1685, Nicolas Perrot et ses compagnons arrivèrent à la montagne Trempealeau par canoë. Les Winnebagos appelaient cette montagne Hay-nee-ah-cheh, ou la montagne trempée dans l'eau du lac Pépin. C'est alors que les Français appelèrent l'endroit la montagne qui trempe à l'eau. Ils construisirent un habitat pour les protéger pour l'hiver, le fort Perrot qu'ils nommèrent du nom du chef de leur expédition. Plusieurs semaines auparavant, Nicolas Perrot et ses hommes avaient quitté La Baye et traversé le Wisconsin à travers les rivières Renard et Wisconsin, pour se rendre dans la vallée du Mississippi. Le but de cette mission était d'établir des alliances avec les tribus Ioway et Dakota, pour promouvoir les échanges de fourrures dans la région. Bien que l'aventure de Perrot ne fût pas la première dans les hautes régions du Mississippi, son établissement d'un fort fut le premier dans la région. L'année suivante, le site fut abandonné pour un site plus avantageux sur le lac Pépin, et le Fort Saint-Antoine fut construit. 
Ce n'est qu'en 1731, que René Godefroy, sieur de Linctot, établit un nouveau poste de traite fortifié près de l'ancien poste de Nicolas Perrot à côté de la montagne "trempée à l'eau".